# Kermit Erasmus
Kermit Romeo Erasmus (Puerto Elizabeth, Sudáfrica, 8 de julio de 1990) es un futbolista sudafricano. Juega de delantero y su actual equipo es el Mamelodi Sundowns F. C. de la Premier Soccer League de Sudáfrica.

## Selección nacional
Ha sido internacional con la selección de fútbol de Sudáfrica, ha jugado 20 partidos internacionales y ha anotado 2 goles.

## Clubes
| Club                        | País         | Año       |
| --------------------------- | ------------ | --------- |
| Supersport United           | Sudáfrica    | 2006-2008 |
| Feyenoord                   | Países Bajos | 2008-2010 |
| S. B. V. Excelsior (cedido) | Países Bajos | 2009-2010 |
| Supersport United           | Sudáfrica    | 2010-2013 |
| Orlando Pirates             | Sudáfrica    | 2013-2016 |
| Stade Rennais F. C.         | Francia      | 2016-2018 |
| R. C. Lens (cedido)         | Francia      | 2017      |
| AFC Eskilstuna              | Suecia       | 2018      |
| Vitória Setúbal             | Portugal     | 2018      |
| Cape Town City F. C.        | Sudáfrica    | 2019-2020 |
| Mamelodi Sundowns F. C.     | Sudáfrica    | 2020-     |